# 1853 en photographie
| Années de la photographie : 1850 - 1851 - 1852 - 1853 - 1854 - 1855 - 1856    |
| Décennies de la photographie : 1820 - 1830 - 1840 - 1850 - 1860 - 1870 - 1880 |

Cet article présente les faits marquants de l'année 1853 en photographie.

## Événements
- Le photographe roumain Carol Szathmari, de sa propre initiative, prend des photographies de la guerre de Crimée en Roumanie, à l'aide d'un wagon spécialement équipé d'une chambre noire pour le traitement des plaques de verre au collodion humide ; il photographie fortifications, champs de bataille, troupes turques et russes, leur équipement et leurs commandants[1].
- 23 janvier[N 1] : création à Londres de la Royal Photographic Society (Roger Fenton en est le secrétaire général) et publication du premier numéro de sa revue, The Photographic Journal (en), le 3 mars[3].
- 31 mars : dissolution de la Société héliographique à Paris[4].
- Le peintre et photographe français Louis-Camille d'Olivier ouvre à Paris un studio de photographie sous le nom de Société photographique, avec un atelier de pose et de tirage et un comptoir de vente spécialisé, dans le but entre autres, de réaliser des nus pour les peintres, en leur évitant la location, souvent onéreuse, d’un modèle vivant[5].
- Jean Nicolas Truchelut ouvre le premier studio photographique de Besançon, au 7, rue de l’Arsenal.
- Charles Marville est choisi pour photographier le décor du mariage de Napoléon III et Eugénie de Montijo à la cathédrale Notre-Dame de Paris.

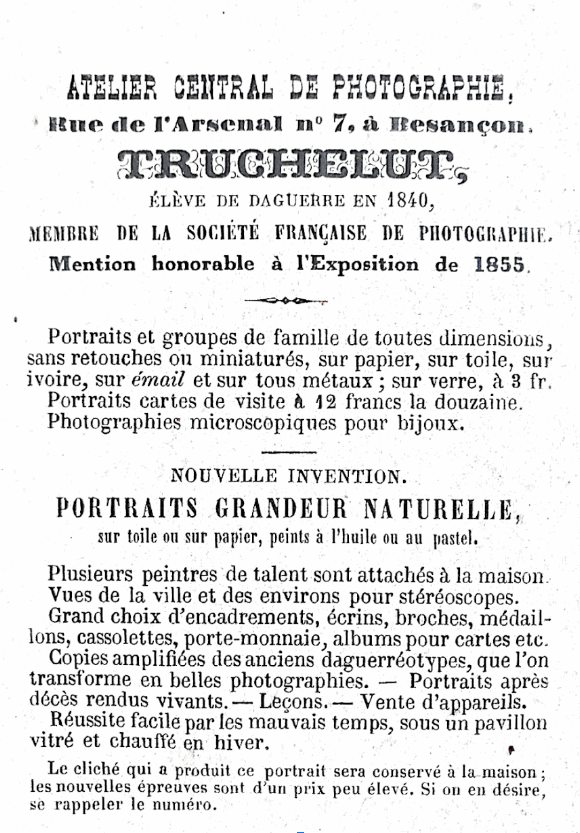
Publicité commerciale de Jean Nicolas Truchelut au verso d'une photographie, 1856.

## Photographies notables
- Gustave Le Gray, Vue du Salon de 1853[6].
- Vers 1853 :
  - Charles Nègre, Le Stryge[7].

## Livres de photographies
- Anna Atkins achève la publication des British Algae : Cyanotype Impressions, commencée en 1843, premier ouvrage publié à utiliser des photogrammes réalisés par cyanotype ; elle publie Cyanotypes of British and Foreign Ferns où le même procédé est appliqué aux fougères[8].
- Louis et Auguste Bisson :
  - Choix d'ornements arabes de l'Alhambra offrant dans leur ensemble une synthèse de l'ornementation mauresque en Espagne au XIIIe siècle, reproduits en photographie par MM Bisson frères, Paris, Gide et J. Baudry, imprimerie photographique Lemercier : illustré de 12 photographies, sans doute de Paul Marès, dit "Pablo"[9].
  - Début de la publication par livraison de L'oeuvre de Rembrandt reproduit par la photographie, texte de Charles Blanc, Paris, Gide et J. Baudry, illustré de 100 photographies des Frères Bisson d'après négatifs verre au collodion ; l'ouvrage est achevé en 1858[10].
- Pompeo Bondini, Della Via Appia e dei sepolcri degli antichi Romani, album de 16 photographies, Rome, dédié au pape Pie IX ; 2 exemplaires complets en sont conservés (Archivio storico Capitolino (it) à Rome ; Bibliothèque d'architecture et des beaux-arts Avery de l'Université Columbia à New York)[11].

## Essais, études, articles
- Eugène Disdéri, Manuel opératoire de photographie sur collodion instantané, Paris, Alexis Gaudin, 64 p. (lire en ligne).
- Louis Figuier donne une seconde édition augmentée et corrigée, prenant en compte les critiques de Francis Wey, de son ouvrage, l'Exposition et histoire des principales découvertes scientifiques modernes dont le premier chapitre est consacré à la photographie[12].
- Francis Wey, « Comment le soleil est devenu peintre – Histoire du daguerréotype et de la photographie », Musée des familles,‎ 20 juillet 1853, p. 289-300[12].

## Naissances
- 3 janvier : Gabrielle Hébert, photographe française d'origine allemande, morte le 23 juin 1934.
- 15 janvier : Charles-Édouard Hocquard, photographe et explorateur français, mort le 11 janvier 1911.
- 22 janvier : James Lafayette, photographe portraitiste irlandais, mort le 9 août 1923.
- 26 juin : Frederick H. Evans, photographe britannique, mort le 24 juin 1943.
- 7 avril : Martial Caillebotte, compositeur et photographe français, mort le 16 janvier 1910.
- 1er octobre : John Claude White (en), ingénieur et photographe britannique, mort en 1918.
- 6 octobre : Francis Meadow Sutcliffe, photographe britannique, mort le 31 mai 1941.
- 1er décembre : Hugues Krafft, voyageur et photographe français, mort le 10 mai 1935.

- Date précise inconnue ou non renseignée : 
  - Édouard Hannon, ingénieur et photographe belge, mort en 1931.
  - Joaquim Augusto de Sousa (pt), photographe portugais, mort en 1905.
  - Gabriel Lekegian, photographe d'origine arménienne actif au Caire dans l'empire ottoman, mort vers 1920.